# Brian Glover
Pour les articles homonymes, voir Glover.
Brian Glover, né le 2 avril 1934 à Sheffield et mort le 24 juillet 1997 à Londres est un acteur et scénariste britannique.

## Biographie
Fils d'un lutteur de foire, il est lui-même catcheur dans sa jeunesse pour payer ses études. Devenu professeur d'anglais et de français, il continue en parallèle à se produire régulièrement sur le ring. En 1969, son ami Barry Hines, qui a écrit le scénario du film Kes réalisé par Ken Loach, le recommande au réalisateur pour le rôle du professeur de sport. Brian Glover se découvre à cette occasion un talent de comédien. Il quitte alors l'enseignement et entame une carrière d'acteur à la télévision et au cinéma, ainsi qu'au théâtre. Son crâne chauve, son physique robuste et son accent du Yorkshire font de lui un second rôle familier du public britannique ; il apparaît dans de nombreuses séries télévisées, parmi lesquelles Play for Today pour laquelle il écrit également des scénarios.

## Filmographie

### À la télévision
- 1971 : On the House (Bagley)
- 1971 : Paul Temple (Waites)
- 1972 : Joy
- 1972 : Coronation Street (Fred Henshaw)
- 1972 : Sez Les (en)
- 1972 : A Day Out (Boothroyd)
- 1973 : Thirty-Minute Theatre (en)
- 1973 : Whatever Happened to the Likely Lads? (en) (Flint)
- 1973 : The Regiment (en) (Sergent Dyke)
- 1973 : Poigne de fer et séduction (Allen)
- 1974 : You'll Never Walk Alone (Maurice Pouncey)
- 1974 : Porridge (en) (Heslop)
- 1974 : Centre Play (Nobby)
- 1975 : Regan (Moose)
- 1975 : Not on Your Nellie (en) (Battling Bill)
- 1975 : Dixon of Dock Green (Chuck Windell)
- 1975 : Quiller
- 1975 : The Wild West Show
- 1978 : Le Club des Cinq (Dent de Tigre)
- 1985 :  Doctor Who (série télévisée) « Attack of the Cybermen » : Griffiths
- 1991 : Bottom (M. Rottweiler)

### Au cinéma
- 1969 : Kes (M. Sugden)
- 1973 : Le Meilleur des mondes possible
- 1975 : Brannigan
- 1975 : The Old Curiosity Shop (en)
- 1977 : Jabberwocky (Armurier)
- 1977 : Sweeney! (Mac)
- 1981 : Le Loup-garou de Londres (L'homme du pub)
- 1984 : La Compagnie des loups
- 1988 : Le Complot (Le ministre)
- 1991 : Kafka (Henchman)
- 1992 : Alien 3 (Directeur Harold Andrews)
- 1997 : Blanche-Neige : Le Plus Horrible des contes (Lars)